# Kazimierz Cieciszowski
Kazimierz Cieciszowski (Cieciszewski) herbu Kolumna (zm. przed 31 grudnia 1688 roku) – chorąży liwski w latach 1660-1667, łowczy podlaski w latach 1656-1661, starosta mielnicki w 1668 roku.
Poseł sejmiku liwskiego na sejm 1661, 1668 (I) roku, poseł sejmiku mielnickiego na sejm abdykacyjny 1668 roku. Jako poseł na sejm konwokacyjny 1674 roku z ziemi mielnickiej był członkiem konfederacji generalnej zawiązanej 15 stycznia 1674 roku na tym sejmie. Poseł na sejm koronacyjny 1676 roku. Poseł na sejm 1677 roku. Poseł sejmiku mielnickiego na sejm 1683 roku i sejm 1685 roku.
Był elektorem Michała Korybuta Wiśniowieckiego z ziemi mielnickiej w 1669 roku. W 1674 roku był elektorem Jana III Sobieskiego z ziemi mielnickiej.